# 鹿児島県立串木野高等学校
鹿児島県立串木野高等学校（かごしまけんりつ くしきの こうとうがっこう）は、鹿児島県いちき串木野市美住町にある同県立の高等学校である。2012年度現在、各学年普通科2クラス（鹿児島学区）。

## 沿革
- 1928年4月1日 - 鹿児島県串木野公民学校として設立。
- 1929年3月31日 - 鹿児島県串木野家政女学校に改称。
- 1935年8月9日 - 鹿児島県公立青年学校日置郡串木野家政女学校に改称。
- 1937年3月31日 - 鹿児島県串木野実科高等女学校として設立。
- 1948年4月20日 - 鹿児島県串木野高等学校として開校。
- 1950年4月1日 - 県立に移管。
- 1956年4月1日 - 鹿児島県立串木野高等学校と改称。
- 2014年4月 - 普通科に内部特進コースを設ける[1]。

## 象徴
校章
- 「串」の字を図形化したものと、「高」の字を組み合わせ、当時の学校および串木野町（1950年市制施行により串木野市）の新興の意気を示しているという。
- 公募を行い、応募作品の中から選定された。
- 1949年制定

校歌
- 作詞:椋鳩十（小説家、児童文学者）
- 作曲:田中義人
  - 1963年11月3日制定。

校訓
- 積極
- 好学
- 邁進
  - 1983年11月15日制定。
  - 校歌の歌詞からとられている。

## 施設
校舎は第1棟と第2棟が3階建てで、3階からは吹上浜に面した東シナ海の様子が見渡すことができる。体育館、武道館、弓道場、クラブハウス、自転車小屋などが配置されている。

## 部活動
2012年度現在
- 体育系部

野球部、剣道部、バスケットボール部、バドミントン部、ソフトテニス部、卓球部、女子バレーボール部、弓道部、柔道部、陸上部、空手道部
- 文化系部

吹奏楽部、放送部、美術部、書道部
- 同好会

サッカー同好会、ダンス同好会、硬式テニス同好会

## アクセス
- 最寄駅：JR鹿児島本線「串木野駅」
- 最寄バス停留所：鹿児島交通「さのさ荘入口停留所」

## 著名な出身者
- 阿蘇瑞枝 - 国文学者（万葉集研究）、日本女子大学教授、共立女子大学教授
- 久野猛（筆名・松崎陽平） - 教育者（東京都立日比谷高等学校長）、小説家
- 冨永茂人 - 農学者・園芸学者（果樹栽培学、島嶼農業研究、農業環境論）、鹿児島大学名誉教授